# Emmanuel von Severus
Emmanuel von Severus OSB (* 24. August 1908 in Wien als Rudolf von Severus; † 24. Juli 1997 in Andernach) war Benediktinermönch der Abtei Maria Laach.

## Leben
Als Sohn eines österreichischen k. u. k. Feldmarschallleutnants geboren, trat er 1928, im Jahre seiner Matura, in die Abtei am Laacher See ein. Die Ordensgelübde legte Severus am 26. Dezember 1929 ab und nahm den Ordensnamen Emmanuel an. Die Priesterweihe erhielt er am 5. August 1934. Nach einem Studium in Latein und Geschichte wurde Pater Emmanuel 1939 zum Dr. phil. promoviert. Von 1948 bis 1990 war er, von kurzen Unterbrechungen abgesehen, unter drei Äbten Prior und beinahe dreißig Jahre auch Novizenmeister des Klosters. Von 1958 bis 1978 gab Severus das Archiv für Liturgiewissenschaft heraus.
Internationale Bekanntheit erlangte Severus durch Vorträge zu spirituellen Fragen und umfangreiche literarische Arbeiten zu wissenschaftlichen und geistlichen Themen.

## Ehrungen
- 1983: Verdienstkreuz 1. Klasse der Bundesrepublik Deutschland
- 1989: Verdienstorden des Landes Rheinland-Pfalz